# Gruszczyce
Gruszczyce is een dorp in de Poolse woiwodschap Łódź. De plaats maakt deel uit van de gemeente Błaszki en telt 462 inwoners.